# Liège-Bastogne-Liège 1950
La 36e édition de Liège-Bastogne-Liège a eu lieu le 23 avril 1950 et a été remportée par le Belge Prosper Depredomme. C'est la seconde victoire de Depredomme à la Doyenne après celle remportée en 1946.
Cette course cycliste fait partie pour la première année du Week-end ardennais.
Le Belge Prosper Depredomme, âgé de 31 ans, devance de trois petites secondes un peloton de 22 coureurs parmi lesquels le vainqueur français de l'édition précédente Camille Danguillaume classé sixième et qui allait se tuer quelques semaines plus tard lors du Championnat de France à Montlhéry. 
144 coureurs étaient au départ. 60 rejoignent l'arrivée.

## Classement
| n° | Coureur              | Équipe            | Temps           |
| -- | -------------------- | ----------------- | --------------- |
| 1  | Prosper Depredomme   | Garin-Wolber      | 7 h 25 min 25 s |
| 2  | Jean Bogaerts        | Ruche-Dunlop      | à 3 s           |
| 3  | Edward Van Dijck     | Allegro           | m.t.            |
| 4  | Briek Schotte        | Alcyon-Dunlop     | m.t.            |
| 5  | André Declerck       | Bertin            | m.t.            |
| 6  | Camille Danguillaume | Peugeot-Dunlop    | m.t.            |
| 7  | Ward Peeters         | -                 | m.t.            |
| 8  | Albert Dubuisson     | -                 | m.t.            |
| 9  | Omer Huwel           | -                 | m.t.            |
| 10 | André Rosseel        | Terrot-Hutchinson | m.t.            |